# Alabama (Schiff, 1942)
Die USS Alabama ist ein Schlachtschiff der South-Dakota-Klasse. Gebaut wurde es auf der Werft Norfolk Navy Yard. Baubeginn war am 1. Februar 1940. Das Schiff lief am 16. Februar 1942 vom Stapel; fertiggestellt wurde es am 16. August 1942. Seit 1965 ist das Schiff als Museumsschiff für Besucher zugängig.

## Geschichte
Die Alabama wurde am 2. Februar 1940 in der Marinewerft von Norfolk auf Kiel gelegt, am 16. Februar 1942 vom Stapel gelassen und am 26. August 1942 in Dienst gestellt. Nach der Fertigstellung begann die Alabama am Tag des Waffenstillstands (11. November 1942) ihre Erprobungsfahrt in der Chesapeake Bay. Anfang 1943 machte sich das Schlachtschiff auf den Weg nach Norden, um von der Casco Bay in Maine aus Einsatzübungen durchzuführen. Anschließend wurde die Alabama der Task Group (TG) 22.2 zugeteilt und kehrte am 13. Februar 1943 für taktische Manöver in die Casco Bay zurück. Von Frühjahr 1943 an nahm die Alabama als Teil der britischen Home Fleet an Operationen im Nordatlantik und in der Nordsee teil. Nachdem sie Anfang August nach Norfolk zurückgekehrt war, lief sie am 20. August erneut aus, diesmal in Richtung Pazifik.

### Leyte
Am 15. Oktober unterstützte die Alabama die Landungsoperationen auf Leyte. Anschließend schützte sie die Flugzeugträger, als diese am 21. Oktober 1944 Luftangriffe auf Cebu, Negros, Panay, Nord-Mindanao und Leyte durchführten.
Die Alabama leistete als Teil des Schutzschirms der Enterprise Luftunterstützung gegen die Japanese Southern Force im Gebiet vor der Surigao-Straße und fuhr dann nach Norden, um die mächtige japanische Hauptstreitmacht auf dem Weg zur San Bernardino-Straße anzugreifen. Nachdem Berichte über eine dritte japanische Streitmacht eingegangen waren, diente das Schlachtschiff als Begleitschutz für den schnellen Trägerverband, der sich auf dem Weg nach Kap Engano befand. Am 24. Oktober zerstörten amerikanische Luftangriffe zwar vier japanische Flugzeugträger in der Schlacht vor Kap Engano, doch die japanischen Streitkräfte unter Admiral Kurita hatten die San-Bernardino-Straße durchquert und tauchten vor der Küste von Samar auf, wo sie auf eine Gruppe amerikanischer Begleitträger und deren Zerstörer- und Zerstörer-Eskorte stießen. Die Alabama änderte ihren Kurs und nahm Kurs auf Samar, um die zahlenmäßig weit unterlegenen amerikanischen Verbände zu unterstützen, aber die japanischen Truppen hatten sich bereits zurückgezogen, als sie den Schauplatz erreichte. Anschließend schloss sie sich dem Geleitschutz der Essex an, bevor sie sich am 30. Oktober 1944  nach Ulithi zurückzog.
Am 9. Januar 1947 wurde das Schiff außer Dienst gestellt, lag seither in Reserve in Bremerton, bis sie am 1. Juni 1962 aus der Bestandsliste gestrichen wurde. Am 16. Juni 1964 wurde das Schiff an den Bundesstaat Alabama übereignet. Es liegt seit September 1964 nahe Mobile als nationales Denkmal und kann besichtigt werden. Am 14. Januar 1986 wurde die USS Alabama als ein National Historic Landmark anerkannt.
Die USS Alabama war das letzte Schiff der neuen Schlachtschiffe der South-Dakota-Klasse, die im Rahmen des Wiederbewaffnungsprogrammes der USA gebaut wurde. Sie war kürzer, aber besser geschützt als die Schiffe der früheren North-Carolina-Klasse und war im Großen und Ganzen vergleichbar mit der britischen King-George-V-Klasse. Eine bemerkenswerte Einzelheit der Ausführung der USS Alabama ist der kompakte Aufbau mit der Konzentration von Flugabwehrkanonen. Dies war möglich, weil auf amerikanischen Schlachtschiffen und Kreuzern die Aufklärungsflugzeuge und Katapulte auf dem Achterdeck untergebracht waren.

## Außermilitärische Nutzung
Einige Bürger des Bundesstaates Alabama gründeten 1964 die „USS Alabama Battleship Commission“ und starteten ein Fundraising, um die USS Alabama zu kaufen und im Battleship Memorial Park bei Mobile im US-Bundesstaat Alabama unterzubringen.
Am 14. September 1964 wurde das Schiff zu seinem Bestimmungsort geschleppt und am 9. Januar 1965 für die Öffentlichkeit zugänglich gemacht. Dort dient es nicht nur als Touristenattraktion an der US-amerikanischen Golfküste, sondern auch als Filmkulisse. So wurde beispielsweise der Actionfilm Alarmstufe: Rot mit Steven Seagal aus dem Jahr 1992 in weiten Teilen auf dem Schiff gedreht. Im Film wird das Schiff als Missouri bezeichnet. Zu dem Museum gehört neben der Alabama auch das U-Boot Drum. Im angeschlossenen Flugzeug-Pavillon stehen unter anderem eine Boeing B-52D und eine Lockheed A-12.
Die Alabama ist auch immer wieder Zufluchtsort vor den in der Golfregion häufig auftretenden Wirbelstürmen. So brachten sich im August 2005 während des Hurrikans Katrina 18 Mitarbeiter des angeschlossenen Museums, das durch den Wirbelsturm schwer beschädigt wurde, auf dem Schiff in Sicherheit.
Die USS Alabama wurde am 14. Januar 1986 als Konstruktion in das National Register of Historic Places aufgenommen. Damit verbunden war zugleich die Anerkennung als National Historic Landmark.